# Jozsef Asboth
Jozsef Asboth (18 de septiembre de 1917 - 22 de septiembre de 1986) fue un tenista de los años 1940 recordado por ser el primer húngaro en ganar un torneo de Grand Slam en 1947, cuando venció en el Campeonato Francés.
Asbóth también llegó a las semifinales en Wimbledon en 1948 (venciendo a Sturgess y Brown, luego perdiendo ante John Bromwich). En 1941, fue miembro del equipo húngaro que ganó la Copa Central de Europa.
Asbóth fue clasificado como el número 8 del mundo por John Olliff del Daily Telegraph en 1948 (y el número 9 en 1947).
Su récord de la Copa Davis fue de 24 victorias y 17 derrotas. Ganó el Campeonato Nacional de Tenis húngaro 13 veces.
Después de su carrera, se hizo responsable de la próxima generación de tenistas en la Federación de Tenis belga. Más tarde se convirtió en entrenador en Munich.
En 1993, una calle lleva el nombre de Asbóth en Szombathely, la ciudad donde nació.

## Torneos de Grand Slam

### Campeón Individuales (1)
| Año  | Torneo             | Oponente en la final | Resultado   |
| 1947 | Campeonato Francés | Eric Sturgess        | 8-6 7-5 6-4 |